# Éléphantiasis
 Mise en garde médicale
L'éléphantiasis désigne une augmentation considérable du volume (plusieurs fois la taille normale) d'un membre ou d'une partie du corps. Il s'agit d'un lymphœdème, dur et chronique, qui est un épanchement de la lymphe en dehors du système lymphatique, dans les tissus sous-cutanés. 
Dans les pays tropicaux, il s'agit d'une complication chronique et grave d'une filariose lymphatique, maladie parasitaire qui concernait, en 2007, plus de 120 millions d'êtres humains dont un tiers sur le continent africain. La maladie est causée par un ver nématode, dont les larves sont transmises par piqûre de moustiques.
Dans les textes médicaux de l'antiquité gréco-romaine, le terme elephantiasis a d'abord désigné la lèpre.

## Histoire
L'éléphantiasis est une maladie connue depuis au moins l'Antiquité, où des dessins égyptiens représentent des personnes atteintes de cette maladie. Cette affection est également décrite dans des textes médicaux perses, indiens, chinois et japonais. Des statues nok font référence aux symptômes de cette maladie.
Dans l'Antiquité occidentale, le terme « éléphantiasis » apparait, au moins, au IIIe siècle av. J.-C. pour désigner une maladie nouvelle, à savoir la lèpre (dans sa forme lépromateuse à basse résistance immunitaire, du point de vue moderne). Il est utilisé dans ce sens par des auteurs comme Lucrèce, Pline l'Ancien ou Plutarque. Plutarque en fait mention dans son Livre VIII des Œuvres morales au chapitre 9 : « S'il est possible que des maladies nouvelles se produisent, et sous l'influence de quelles causes. »
Les termes lepra et elephantiasis resteront synonymes jusqu'au haut Moyen Âge, où seul le terme lepra sera consacré. 
Par la suite, le terme elephantiasis ne sera pas abandonné, mais réutilisé pour désigner la complication grave d'une filariose lymphatique. On distingue alors elephantiasis græcorum (probablement lèpre) et elephantiasis arabum (probablement filariose de Bancroft).

## Causes
Dans le monde, les filarioses lymphatiques représentent la cause principale d'éléphantiasis : des vers filaires s'installent dans le système lymphatique et perturbent la circulation de la lymphe.
Les autres causes peuvent être :
- cancéreuses (lors d'une lymphangite carcinomateuse, une tumeur fait pression sur un vaisseau lymphatique),
- congénitales (malformation du système lymphatique),
- infectieuses (Une infection à streptocoque ou à staphylocoque par exemple, peut générer une inflammation de plusieurs vaisseaux lymphatiques, ou lymphangite),
- traumatiques (la pénétration de particules de silicates, de sols d'origine volcanique, lors de microtraumatismes répétés, peut entraîner une obstruction des vaisseaux lymphatiques)[7].

## Mécanismes
L'éléphantiasis survient après plusieurs années d'évolution.
Il existe plusieurs théories expliquant la formation d'un éléphantiasis par filariose : blocage lymphatique mécanique par les filaires adultes, notamment les filaires mortes, blocage infectieux (lésions tissulaires) notamment par les streptocoques, théories mixtes (actions conjointes parasite et microbe).
Ces perturbations entrainent une hypertrophie scléro-fibreuse des tissus sous-cutanées (pachydermie) pouvant aboutir à d'énormes difformités très handicapantes, dites parfois infirmités «  monstrueuses » (dans un sens médical désuet : anomalie « qui se montre  », qui apparait à la vue de façon extraordinaire).

## Traitement
Le 1er avril 2008, le directeur du contrôle des maladies tropicales négligées de l'Organisation mondiale de la santé (OMS), le docteur Lorenzo Savioli, estime possible l'éradication de la filariose lymphatique avant 2020 « en administrant systématiquement une fois par an une combinaison d'albendazole et de Mectizan ». Ce traitement vise à supprimer la cause de l'éléphantiasis. Un aspect chirurgical peut venir en complément pour traiter les malformations causées par l'éléphantiasis.
Le 16 juillet 2018, l'OMS annonce que l'éléphantiasis a été éradiquée pour la première fois au Togo, avant même les géants africains (Nigeria et Afrique du Sud) ou des pays africains de population comparables mais économiquement plus avancés (Burkina Faso, Bénin et Ghana) et d'autres grands pays sur d'autres continents également touchés (Inde et Brésil), qui ont entrepris des plans ambitieux soutenus par l'OMS mais sans encore pouvoir y parvenir. Le dernier cas connu au Togo venait d'un migrant venu du Cameroun voisin, mais la mise en place d'un dispositif sanitaire efficace de contrôle et d'alerte, avec une vingtaine de centres médicaux supplémentaires mis en place par les autorités sanitaires togolaises pour couvrir des zones auparavant négligées par une cinquantaine d'organismes de santé (notamment des zones forestières et frontalières, et de petits villages traversés par les migrants), a permis de l'isoler et d'éviter une reprise épidémique (notamment via les moustiques qui sont les principaux vecteurs naturels de l'infection causant les très handicapantes filarioses lymphatiques).